# اسپانیا در المپیک تابستانی ۲۰۰۴
اسپانیا در بازی‌های المپیک تابستانی ۲۰۰۴ که در شهر آتن برگزار شد، کاروان اسپانیا با ۳۱۷ ورزشکار در این رقابت‌ها شرکت کرد و موفق به کسب ۲۰ مدال (۳ طلا، ۱۱ نقره، ۶ برنز) شد. در جدول رتبه‌بندی توزیع مدال‌ها، اسپانیا در ردهٔ ۲۰ مسابقات قرار گرفت.